# Neil Campbell
Neil Allison Campbell (Culver City, 17 de abril de 1946-Redlands, 21 de octubre de 2004) fue un científico estadounidense conocido por el libro Biología que escribió junto a la bióloga Jane B. Reece en 1987.

## Trayectoria
Se licenció en Zoología por la Universidad de California de Los Ángeles así como su doctorado en Biología Vegetal. Fue profesor universitario durante más de 30 años en la Universidad Cornell, Pomona College, Universidad de California de Riverside y San Bernandino Valley College. Publicado por primera vez en 1987, Biología se ha reeditado más de diez veces debido a su popularidad y a que es utilizado por más de 500.000 estudiantes tanto en colegios como en universidades.
Campbell también fue un investigador que estudió las plantas del desierto y la costa. Llevó a cabo investigaciones sobre cómo ciertas plantas se ajustarían en ambientes con diferente salinidad, temperatura y pH. Además,   realizó estudios sobre la planta de Mimosa y otras legumbres. Recibió diversos premios por su trabajo: el Distinguished Alumnus Award de la Universidad de California de Riverside en 2001 y el primer premio al profesor destacado de San Bernandino Valley College en 1986.
Murió el 21 de octubre de 2004 de una insuficiencia cardíaca justo después de que se completara el manuscrito de la séptima edición internacional de Biología. El Premio de Investigación Endowed de Neil Allison Campbell fue creado en la UC Riverside para honrar su memoria.

## Obra
- 1987 – Biología. Editorial Panamericana. ISBN 9788479039981.[7]